# Mahek Chahal
Mahek Chahal (Oslo, 1º febbraio 1979) è un'attrice norvegese, che lavora nel mondo di Bollywood.

## Filmografia parziale
Cinema
- Wanted, regia di Prabhu Deva (2009)
- Marega Salaa, regia di Devang Dholakia (2009)

Televisione
- Harphool Mohini - serie TV, 115 episodi (2022)
- Naagin - serie TV, 100 episodi (2022-2023)